# Fellype Gabriel
Fellype Gabriel de Melo e Silva, noto più semplicemente come Fellype Gabriel (Rio de Janeiro, 6 dicembre 1985), è un ex calciatore brasiliano, di ruolo centrocampista.

## Palmarès

### Club

#### Competizioni statali
- Campionato Carioca: 1

Flamengo: 2004
- Taça Guanabara: 1

Flamengo: 2004

#### Competizioni nazionali
- Coppa del Brasile: 2

Flamengo: 2006
Palmeiras: 2015
- Supercoppa del Giappone: 1

Kashima Antlers: 2010
- Coppa dell'Imperatore: 1

Kashima Antlers: 2010
- Coppa Yamazaki Nabisco: 1

Kashima Antlers: 2011

### Nazionale
- Campionato mondiale di calcio Under-20: 1

2005 (3º posto)